# Balonmano en los Juegos Mediterráneos
El balonmano masculino apareció por primera vez en el programa de los Juegos Mediterráneos en 1967, cuando los Juegos se celebraron en Túnez, la capital de Túnez. Cuatro años después no se disputó pero, desde 1975, el balonmano siempre ha estado en el programa de los Juegos Mediterráneos.
En las primeras décadas, Yugoslavia dominó el torneo con mano de hierro y salir campeón cinco de las seis primeras ediciones. Sólo Argelia pudo superarla en 1987. Incluso después de la desintegración de Yugoslavia, los países balcánicos siguieron dominando el torneo de balonmano: Croacia ganó el título cuatro veces y en 2009 fue Serbia la que salió campeón. En 2013, Egipto se convirtió en el segundo país no europeo que se hacía con la medalla de oro masculina.
Desde 1979, las mujeres también compiten por medallas en balonmano. A excepción de 1983, el balonmano femenino ha estado desde entonces en el programa de los Juegos Mediterráneos. También en este caso, las primeras ediciones estuvieron dominadas por los países balcánicos, pero de las últimas siete ediciones, Serbia fue el único país exyugoslavo que ganó el título en 2013, siendo España la que se alzó con el título consecutivamente en 2018 y 2022.

## Competición masculina

### Torneos
| 1967 | Túnez              | Yugoslavia |                  | España    | Túnez     |           | Argelia             |
| 1971 | Esmirna            | Cancelado  | Cancelado        | Cancelado | Cancelado | Cancelado | Cancelado           |
| 1975 | Argel              | Yugoslavia | 25 – 19          | España    | Argelia   | 20 – 16   | Túnez               |
| 1979 | Split              | Yugoslavia | 32 – 8           | Italia    | Túnez     | 25 – 18   | Francia             |
| 1983 | Casablanca         | Yugoslavia | 17 – 11          | Argelia   | España    |           | Túnez               |
| 1987 | Latakia            | Argelia    | 24 – 23 Prórroga | Francia   | España    | 25 – 23   | Siria               |
| 1991 | Atenas             | Yugoslavia |                  | Egipto    | Italia    |           | Grecia              |
| 1993 | Languedoc-Rosellón | Croacia    | 26 – 19          | Francia   | Eslovenia | 24 – 23   | Egipto              |
| 1997 | Bari               | Croacia    | 21 – 20          | Italia    | España    | 31 – 27   | Eslovenia           |
| 2001 | Túnez              | Croacia    | 25 – 24          | Túnez     | Francia   | 22 – 21   | España              |
| 2005 | Almería            | España     | 28 – 21          | Croacia   | Túnez     | 32 – 26   | Serbia y Montenegro |
| 2009 | Pescara            | Serbia     | 35 – 31          | Francia   | Túnez     | 28 – 24   | Turquía             |
| 2013 | Mersin             | Egipto     | 28 – 23          | Croacia   | Turquía   | 32 – 26   | Italia              |
| 2018 | Tarragona          | Croacia    | 24 – 23          | Túnez     | España    | 30 – 19   | Turquía             |
| 2022 | Orán               | España     | 28 – 27          | Egipto    | Serbia    | 34 – 29   | Macedonia del Norte |

### Cuadro de medallas
| Rank                | País                | Oro | Plata | Bronce | Total |
| ------------------- | ------------------- | --- | ----- | ------ | ----- |
| 1                   | Yugoslavia          | 5   | 0     | 0      | 5     |
| 2                   | Croacia             | 4   | 2     | 0      | 6     |
| 3                   | España              | 2   | 2     | 4      | 8     |
| 4                   | Egipto              | 1   | 2     | 0      | 3     |
| 5                   | Argelia             | 1   | 1     | 1      | 3     |
| 6                   | Serbia              | 1   | 0     | 1      | 2     |
| 7                   | Francia             | 0   | 3     | 1      | 4     |
| 8                   | Túnez               | 0   | 2     | 4      | 6     |
| 9                   | Italia              | 0   | 2     | 1      | 3     |
| 10                  | Eslovenia           | 0   | 0     | 1      | 1     |
| 10                  | Turquía             | 0   | 0     | 1      | 1     |
| Totales (11 países) | Totales (11 países) | 14  | 14    | 14     | 42    |

## Competición femenina

### Torneos
| 1979 | Split              | Yugoslavia |                  | España              | Italia     | 18 – 16   | Argelia    |
| 1983 | Casablanca         | Cancelado  | Cancelado        | Cancelado           | Cancelado  | Cancelado | Cancelado  |
| 1987 | Latakia            | Italia     |                  | Francia             | España     |           | Egipto     |
| 1991 | Atenas             | Yugoslavia |                  | Francia             | España     |           | Italia     |
| 1993 | Languedoc-Rosellón | Croacia    |                  | Francia             | España     |           | Eslovenia  |
| 1997 | Bari               | Francia    |                  | Croacia             | Eslovenia  |           | Yugoslavia |
| 2001 | Túnez              | Francia    | 26 – 21          | España              | Eslovenia  | 32 – 26   | Yugoslavia |
| 2005 | Almería            | España     | 30 – 29          | Serbia y Montenegro | Croacia    | 26 – 22   | Francia    |
| 2009 | Pescara            | Francia    | 33 – 32 Prórroga | Turquía             | Montenegro | 30 – 25   | España     |
| 2013 | Mersin             | Serbia     | 25 – 19          | Eslovenia           | Croacia    | 25 – 24   | Montenegro |
| 2018 | Tarragona          | España     | 27 – 23          | Montenegro          | Eslovenia  | 30 – 29   | Macedonia  |
| 2022 | Orán               | España     | 29 – 25          | Croacia             | Serbia     | 26 – 22   | Portugal   |

### Cuadro de medallas
| Rank               | País               | Oro | Plata | Bronce | Total |
| ------------------ | ------------------ | --- | ----- | ------ | ----- |
| 1                  | Francia            | 3   | 3     | 0      | 6     |
| 2                  | España             | 3   | 2     | 3      | 8     |
| 3                  | Serbia             | 3   | 1     | 1      | 5     |
| 4                  | Yugoslavia         | 2   | 0     | 0      | 2     |
| 5                  | Croacia            | 1   | 2     | 2      | 5     |
| 6                  | Italia             | 1   | 0     | 1      | 2     |
| 7                  | Montenegro         | 0   | 1     | 1      | 2     |
| 8                  | Turquía            | 0   | 1     | 0      | 1     |
| Totales (8 países) | Totales (8 países) | 13  | 10    | 8      | 31    |